# Elisabeta Strul
Elisabeta Strul, nata Nicopoi (Romania, 1920 – Haifa, 6 novembre 2013), è stata una donna rumena naturalizzata israeliana, riconosciuta come giusta tra le nazioni da Yad Vashem per aver salvato una ventina di ebrei durante l'Olocausto, tra cui il futuro marito.

## Biografia
Elisabeta Nicopoi viveva a Iaşi, in Romania, lavorava in una fabbrica tessile e aveva molti colleghi e vicini di casa ebrei. Il 29 giugno 1941, quando apprese dai suoi vicini circa l'imminente massacro che si sarebbe consumato contro la comunità ebraica, corse a casa del suo collega Marcus Strul, nel quartiere di Podul Roşu, per avvertirlo del pericolo e offrire un riparo a lui e ai suoi famigliari. Grazie alla Nicopoi, la famiglia di Strul, composta anche dai suoi genitori e dai suoi fratelli, riuscì a scampare al pogrom in cui vennero massacrati almeno 13.000 ebrei di Iași per ordine del dittatore nazista Ion Antonescu. 
Elisabeta riuscì anche ad avvertire e nascondere nel suo ripostiglio alcuni vicini di casa ebrei. In totale salvò la vita a circa 20 persone. Dopo che alcuni degli uomini che aveva nascosto in casa per due settimane erano stati impiegati nei lavori forzati, la donna si recava spesso sul luogo in cui lavoravano per portare loro cibo e vestiti, venendo in un'occasione arrestata, arrestata e picchiata dalla gendarmeria.
Dopo la guerra, nel 1949, la Nicopoi e Strul si sposarono e nel 1963 emigrarono in Israele, mentre la famiglia della donna rimase a vivere in Romania. Il 19 marzo 1987 Elisabeta Strul fu riconosciuta come giusta tra le nazioni da Yad Vashem per il suo coraggio e altruismo. Morì ad Haifa il 6 novembre 2013.